# *batteries not included
*batteries not included (br: O Milagre Veio do Espaço / pt: O Milagre da Rua 8) é um filme norte-americano de 1987,  dos gêneros ficção científica e comédia, dirigido por Matthew Robbins e produzido por Steven Spielberg e Kathleen Kennedy.
Sua história seria originalmente usada no programa de televisão Amazing Stories, mas Steven Spielberg gostou tanto da ideia que decidiu produzi-la para cinema.

## Sinopse
Um grupo de inquilinos pobres do sudoeste de Nova Iorque estão tentando impedir a destruição das suas casas quando alguns "visitantes" do espaço aparecem para ajudá-los.

## Elenco principal
- Hume Cronyn ....  Frank Riley, Owner Riley's Cafe
- Jessica Tandy ....  Faye Riley
- Frank McRae ....  Harry Noble
- Elizabeth Peña ....  Marisa Esteval
- Michael Carmine ....  Carlos
- Dennis Boutsikaris ....  Mason Baylor
- Tom Aldredge ....  Sid Hogenson
- Jane Hoffman ....  Muriel Hogenson
- John DiSanti ....  Gus
- John Pankow ....  Kovacs
- MacIntyre Dixon ....  DeWitt
- Michael Greene ....  Lacey, Real Estate Developer
- Doris Belack ....  Mrs. Thompson
- Wendy Schaal ....  Pamela

## Principais prêmios e indicações
Prêmio Saturno 1988 (Academy of Science Fiction, Fantasy & Horror Films, EUA)
- Vencedor na categoria de Melhor Atriz (Jessica Tandy).
- Indicado na categoria de Melhor Filme de Fantasia.

Young Artist Award 1989 (EUA)
- Vencedor na categoria Melhor Filme para a Família - Comédia.